# Porrhomma macrochelis
Porrhomma macrochelis är en spindelart som först beskrevs av James Henry Emerton 1917.  Porrhomma macrochelis ingår i släktet Porrhomma och familjen täckvävarspindlar. Inga underarter finns listade i Catalogue of Life.